# Criopaca bequaerti
Criopaca bequaerti är en insektsart som beskrevs av Schmidt 1918. Criopaca bequaerti ingår i släktet Criopaca och familjen Nogodinidae. Inga underarter finns listade i Catalogue of Life.